# مورجيكس
مورجيكس ( فالدوتين : Mordzé ) هي بلدة ومدينة في منطقة وادي أوستا في شمال غرب إيطاليا.حيث يتم إنتاج النبيذ الأبيض عالي الجودة في المنطقة، وهي موطن للمزارع القليلة الأخيرة من العنب الوردي النادر جدًا، Roussin de Morgex.